# Mother Love Bone
I Mother Love Bone sono stati un gruppo musicale di Seattle appartenente alla corrente grunge.

## Storia
La band fu formata nel 1987 dalle ceneri dei Green River; ne facevano, infatti, parte Stone Gossard, Bruce Fairweather e Jeff Ament. Reclutarono il cantante dei Malfunkshun, Andrew Wood, e il batterista Greg Gilmore.
Il gruppo incarnava un'idea della musica completamente diversa da quella dei Green River di Mark Arm. Infatti lasciarono al posto della pesantezza del garage punk un gusto glam, ereditato principalmente da Andrew Wood. Il gruppo fu una delle voci "fuori dal coro" nella scena di Seattle di fine anni ottanta, e, nonostante questo fatto, preparò a sua volta tutta l'ondata grunge.
Dopo essersi fatti un nome nei locali di Seattle (avendo addirittura come gruppo di spalla gli Alice in Chains), riescono a firmare con la PolyGram e a pubblicare l'EP Shine (1989). Per tutto il resto dell'anno e i primi mesi del successivo venne registrato il disco di esordio, Apple. Quando ormai il disco sta andando alle stampe, il 19 marzo 1990 il cantante Andrew Wood muore di overdose di eroina. Viene poi organizzato un gruppo, con alla voce il cantante dei Soundgarden, Chris Cornell, chiamato Temple of the Dog che con un album ricorderà il cantante scomparso.
Dopo questa tragica morte, il gruppo si divide, e dalle sue ceneri un musicista di Evanston di nome Eddie Vedder (in precedenza cantante dei Bad Radio), cambiando completamente identità al gruppo, creerà una band fondamentale per il grunge e per tutto il rock: i Pearl Jam.

## Formazione
- Andrew Wood - voce
- Stone Gossard - chitarra
- Jeff Ament - basso
- Bruce Fairweather - chitarra
- Greg Gilmore - batteria

## Discografia parziale

### Album
- 1990 - Apple

### Raccolte
- 1992 - Mother Love Bone
- 2016 - On Earth as It Is - The Complete Works
- 2016 - On Earth as It Is - The B-Side/Rarities Collection

### EP
- 1989 - Shine

### Live
- 2016 - Crown of Thorns...Live Dallas '89